# 周天爵
周天爵（1772年—1853年），字敬修，山東東阿縣人。清朝政治人物。

## 生平
嘉慶十六年（1811年）進士，歸班銓選。道光四年（1824年），授安徽懷遠縣知縣，調阜陽縣。天爵少年以堅苦自立，篤信王守仁之學，上任之後，盡心民事，嚴刑峻法。連升宿州知州、廬州府知府、廬鳳潁泗道。所至捕盜，無漏網者。道光十五年（1835年），擢江西按察使，仍調安徽，遷陝西布政使。道光十七年（1837年），署漕運總督，不久實授。
道光十八年，調署湖廣總督，不久，授河南巡撫，擢閩浙總督，皆未能成行。調授湖廣總督。周天爵對下屬嚴酷，下屬多有怨恨者。道光二十年（1840年），己革大冶知縣孔廣義揭訐多款，周天爵置之不問。宣宗得知此事，對周天爵嚴厲斥責，議革職留任。又有言官彈劾其濫用酷刑，與孔廣義之言略同，宣宗明侍郎麟魁、吳其濬往按查實，撤天爵職，遷戍伊犂。
道光二十一年（1841年），命赴廣東交靖逆將軍奕山差遣，隨即免罪，留廣東效力。道光二十二年（1842年），授四品頂戴，候補知府，調江蘇辦理清江防務。署漕運總督，兼署南河總督。道光二十三年（1843年），再次因濫刑及失察下屬被吏議，上疏請求去職，宣宗命其以二品頂戴退休。
道光末年，太平天國運動爆發，經尚書杜受田向文宗推薦，周天爵起為廣西巡撫，偕同欽差大臣李星沅督剿。咸豐元年春，親率兵與向榮會剿洪秀全太平軍。詔加天爵總督銜，專辦軍務。周天爵已年近八旬，每戰都親臨前敵，但與李星沅、向榮均不和睦。李星沅病卒之後，周天爵暫署欽差大臣。太平軍經武宣改道象州，周天爵相持日久，因無功褫總督銜，回省城暫署巡撫。不久召京。
咸豐二年（1852年），太平軍北上兩湖，周天爵正僑居宿州，奉命偕同安徽巡撫蔣文慶組織防務。次年，疏請江蘇、山東、安徽、河南籌辦團練。隨即太平軍攻陷省會安慶，蔣文慶殉國，周天爵任安徽巡撫，苦苦支撐，因病卒於軍中，由袁甲三代領其軍。朝廷追贈尚書銜。周天爵並非翰林出身，卻破例特諡文忠。《清史稿》有傳。

## 延伸阅读
[在维基数据编辑]
 《清史稿·卷393》，出自趙爾巽《清史稿》

## 外部連結
- 周天爵（页面存档备份，存于） 东阿县政府门户网站

| 官衔          | 官衔                                                                                | 官衔          |
| ------------- | ----------------------------------------------------------------------------------- | ------------- |
| 前任： 鄭祖琛 | 清朝廣西巡撫 道光三十年十一月十二 - 咸丰元年三月十七 1850年12月15日 - 1851年4月18日 | 繼任： 鄒鳴鶴 |